# Polymera fusca
Polymera fusca är en tvåvingeart som beskrevs av Christian Rudolph Wilhelm Wiedemann 1828. Polymera fusca ingår i släktet Polymera och familjen småharkrankar. Inga underarter finns listade i Catalogue of Life.